# Péret-Bel-Air
Péret-Bel-Air település Franciaországban, Corrèze megyében. Lakosainak száma 84 fő (2022. január 1.). Péret-Bel-Air Bonnefond, Davignac, Égletons, Saint-Yrieix-le-Déjalat és Soudeilles községekkel határos.

## Népesség
A település népességének változása:
| Lakosok száma | 121  | 84   | 76   | 96   | 99   | 94   | 91   | 89   | 87   | 84   |
|               | 1968 | 1982 | 1990 | 2006 | 2013 | 2015 | 2017 | 2019 | 2020 | 2022 |